# Viliam Karas
Viliam Karas (* 2. dubna 1976 Prešov) je slovenský právník, předseda Slovenské advokátní komory a od září 2022 do května 2023 ministr spravedlnosti ve vládě Eduarda Hegera. Ve funkci vystřídal Máriu Kolíkovou, která podala demisi během koaliční krize.

## Životopis
V roce 1999 absolvoval magisterské studium práva na Právnické fakultě Univerzity Komenského v Bratislavě. V roce 2002 získal titul JUDr. a v roce 2010 titul Ph.D. na Právnické fakultě Trnavské univerzity v Trnavě (PF TU). Pracuje pro právnickou kancelář Maple & Fish a zároveň působí na katedře mezinárodního a evropského práva na PF TU. Od roku 1999 je členem Slovenské advokátní komory a od 1. ledna 2021 zastává funkci jejího předsedy. Během své právnické kariéry vydal řadu publikací zaměřených především na právo Evropské unie.
V evropských volbách v roce 2024 kandidoval na 2. místě kandidátní listiny KDH, ale nebyl zvolen.

## Osobní život
Mluví anglicky a italsky. Je ženatý a má čtyři děti.